# Liste des ministres italiens de la Jeunesse
Cet article dresse la liste des ministres italiens chargés de la Jeunesse depuis la création du poste en 1972.

## Liste des ministres
| Ministre                                                                           | Ministre                        | Dates du mandat                                            | Parti | Parti   | Gouvernement  |
| ---------------------------------------------------------------------------------- | ------------------------------- | ---------------------------------------------------------- | ----- | ------- | ------------- |
|                                                                                    | Italo Giulio Caiati (1916–1993) | 26 juin 1972 – 8 juillet 1973 1 an et 12 jours             |       | DC      | Andreotti II  |
| Poste non-pourvu                                                                   |                                 |                                                            |       |         |               |
|                                                                                    | Giovanna Melandri (1962)        | 17 mai 2006 – 8 mai 2008 1 an, 11 mois et 21 jours         |       | DS / PD | Prodi II      |
|                                                                                    | Giorgia Meloni (1977)           | 8 mai 2008 – 16 novembre 2011 3 ans, 6 mois et 8 jours     |       | PDL     | Berlusconi IV |
| Poste non-pourvu                                                                   |                                 |                                                            |       |         |               |
|                                                                                    | Josefa Idem (1964)              | 28 avril 2013 – 27 juin 2013 1 mois et 30 jours            |       | PD      | Letta         |
| Poste non-pourvu                                                                   |                                 |                                                            |       |         |               |
|                                                                                    | Vincenzo Spadafora (1974)       | 5 septembre 2019 – 13 février 2021 1 an, 5 mois et 8 jours |       | M5S     | Conte II      |
|                                                                                    | Fabiana Dadone (1984)           | 13 février 2021 - 22 octobre 2022 1 an, 8 mois et 9 jours  |       | M5S     | Draghi        |
|                                                                                    | Andrea Abodi (1960–)            | depuis le 22 octobre 2022 2 ans, 4 mois et 15 jours        |       | FdI     | Meloni        |
| Titres successifs : - Politiques de la jeunesse et Sports (2019-2021; depuis 2022) |                                 |                                                            |       |         |               |